# Donald McCullin
Donald McCullin, també conegut com a Don McCullin (Londres, 9 d'octubre de 1935) és un corresponsal i fotoperiodista anglès conegut per les seves fotos del Congo, Biafra, Beirut, Cambodja i Vietnam.